# Paus Anicetus
Anicetus (Emesa (Syrië), geboortedatum onbekend - Rome, ca. 17 april 166) was van Emesa en was de elfde paus van de Katholieke Kerk en de eerste paus die ongewenste stromingen binnen de katholieke kerk probeerde aan te pakken, zoals de gnostiek, die als ketterij veroordeeld werd. Ook stelde hij regels op voor het uiterlijk van de priesters, die bijvoorbeeld geen lang haar meer mochten dragen. Zo wilde hij zijn onderdanen zich laten onderscheiden van de gnostici.
Met Polycarpus, een aanhanger van Johannes de Evangelist, discussieerde hij over de viering van Pasen. Waar Polycarpus en zijn 'kerk van Smyrna' Pasen op 14 nisan (een joodse maand) vierde, wat overeenkomt met de sterfdatum van Christus, vierden de
andere katholieken het feest op zondag, de dag van de opstanding van Christus. Ook de vroege christelijke historicus Hegesippus is in contact geweest met deze paus, hetgeen gezien wordt als bewijs voor de vroege machtsbasis van de Katholieke Kerk.
Anicetus (de naam is Grieks en betekent 'de niet overwonnene') is een martelaar, en wordt dus als heilige vereerd. 16 april, 17 april en 20 april zijn mogelijke sterfdata, maar 17 april is zijn feestdag. Hoe hij gedood is, door wie en waarom is onbekend.